# Up in the Air
Up in the Air (dt. Titelzusatz Wie im Flug) ist eine US-amerikanische Tragikomödie des Autorenfilmers Jason Reitman aus dem Jahr 2009. Vorlage war der gleichnamige Roman (auf Deutsch Mr. Bingham sammelt Meilen) von Walter Kirn. Die Hauptrollen spielten George Clooney, Vera Farmiga und Anna Kendrick.

## Handlung
Ryan Bingham ist fast immer auf Reisen. Sein Arbeitgeber schickt ihn zu Firmen, die nicht den Mut haben, ihre Angestellten selbst zu entlassen. Er liebt die Ungebundenheit und Anonymität des Reisens. Ryans großes Ziel ist es, die Zehn-Millionen-Frequent-Flyer-Meilen-Schallmauer zu überwinden. Enge persönliche Beziehungen unterhält er kaum, weder in der Firma noch zu Familienangehörigen. Nur mit seiner Zufallsbekanntschaft Alex, die er während einer Dienstreise kennengelernt hat, verbindet ihn eine unverbindliche und lose Beziehung, was dieser aber auch gefällt.
Sein Chef Craig Gregory stellt ihm eines Tages die junge Cornell-Absolventin Natalie Keener zur Seite, die zur Kostensenkung vorschlägt, Kündigungsgespräche nicht mehr vor Ort, sondern per Videokonferenz zu führen. Ryans Leben droht damit aus den Fugen zu geraten. Außerdem bezweifelt er offen, dass diese Methode der Aufgabe gerecht wird. Um Natalie mit der Praxis vertraut zu machen, wird sie von ihrem Chef zu Ryans nächster Reise mitgeschickt, damit sie einen persönlichen Eindruck von seiner Arbeit gewinnt.
Er freundet sich etwas mit Natalie an, im Verlauf ihrer Gespräche während der Reise erkennt er allmählich, dass ein Leben voller Einsamkeit trauriger ist als ein Leben mit Familie, Freunden und Liebe. Dies wird ihm auch anlässlich der Hochzeit seiner Schwester bewusst, zu der er von Alex begleitet wird. Er erneuert während dieses Wochenendes seine familiären Beziehungen auch dadurch, dass er seinen zukünftigen Schwager dazu bringt, die Hochzeit nicht abzusagen, was dieser in einer Panikreaktion am Hochzeitstag vorhatte.
Nach diesem Wochenende trennen sich Alex und Ryan wieder unverbindlich und Ryan fliegt zu einem Gastvortrag, den er dann aber nicht zu Ende hält. Er verlässt plötzlich das Rednerpult, fliegt spontan zu Alex und besucht diese unangekündigt, da er festgestellt hat, dass er mehr als eine unverbindliche Beziehung mit ihr führen möchte. Dort stellt er mit Erschrecken fest, dass Alex verheiratet ist und eine eigene Familie hat. In einem anschließenden Telefonat teilt ihm Alex mit, dass sie ihn nur als Affäre und als kleine Flucht aus ihrem Alltagsleben sieht, sie ihn aber gerne wiedersehen möchte.
Während des Rückfluges von Alex erreicht er die langersehnte Zehn-Millionen-Meilen-Grenze, die ihm aber nichts mehr bedeutet. Als er in seinem Büro zurück ist, plant er 1 Million Meilen seines Kontos auf seine Schwester zu übertragen, damit sie eine Hochzeitsreise unternehmen kann. Das Telefonat mit der Fluggesellschaft wird aber von seinem Chef unterbrochen. Dieser teilt ihm mit, dass sich eine der von Natalie gekündigten Angestellten von einer Brücke gestürzt und Natalie daraufhin gekündigt hat. Gleichzeitig wird ihm eröffnet, dass das neue Programm aus diesem Anlass vorerst gestoppt ist und er weiterhin auf Reisen gehen soll. Kurz darauf kann Natalie dank eines Empfehlungsschreibens von Ryan eine neue Stelle in San Francisco antreten.

## Hintergrund
| Figur                | Darsteller        | Deutscher Sprecher       |
| -------------------- | ----------------- | ------------------------ |
| Ryan Bingham         | George Clooney    | Detlef Bierstedt         |
| Natalie Keener       | Anna Kendrick     | Anne Helm                |
| Alex Goran           | Vera Farmiga      | Claudia Urbschat-Mingues |
| Craig Gregory        | Jason Bateman     | Tobias Kluckert          |
| Jim Miller           | Danny McBride     | Daniel Fehlow            |
| Bob                  | J. K. Simmons     | Jan Spitzer              |
| Dianne               | Erin McGrane      | Gundi Eberhard           |
| Julie Bingham        | Melanie Lynskey   | Britta Steffenhagen      |
| Kara Bingham         | Amy Morton        | Eva Kryll                |
| Karen Barnes         | Tamala Jones      | Sabine Falkenberg        |
| Kevin                | Chris Lowell      | Sebastian Schulz         |
| Maynard Finch        | Sam Elliott       | Jürgen Kluckert          |
| Ned                  | Dustin Miles      | Peter Lontzek            |
| Purser               | Cari Mohr         | Diana Borgwardt          |
| Rental Car Assistant | Paul Goetz        | Benjamin Stöwe           |
| Samuels              | Steve Eastin      | Karl Schulz              |
| Steve                | Zach Galifianakis | Olaf Reichmann           |
| Tammy                | Adrienne Lamping  | Angela Ringer            |

Im Film werden zahlreiche Firmen und Markennamen prominent erwähnt und dargestellt (Produktplatzierung). Laut Aussage von Jason Reitman bekam er zumindest von der Hotelkette im Film und der Fluggesellschaft American Airlines kein Geld. Zu anderen Firmen wie beispielsweise der ebenso prominent platzierten Autovermietung und dem Autohersteller machte er keine Aussagen. Allerdings wird auf dem Audio-Kommentar der DVD erwähnt, dass von der Fluggesellschaft American Airlines extra eine Boeing 757 eingeflogen wurde, die man für die Dreharbeiten zur Verfügung gestellt bekam, ebenso wie alle Business-Class-Sitze für eine Flugzeug-Attrappe, so dass keine zusätzlichen Kosten für die Produktion entstanden. Dies war ein geldwerter Vorteil. Ein Indiz für die enge Verbindung zu den im Film vorkommenden Firmen ist auch die Tatsache, dass der Regisseur nach den Dreharbeiten die exklusive Mitglieds-Karte der Fluggesellschaft, welche Alex im Film so bewunderte, auch persönlich erhielt, sowie dass der Kauf-DVD eine Werbebroschüre der im Film vorkommenden Hotelkette beigelegt wurde.
Der Autor der Buchvorlage Walter Kirn hat im Film einen kurzen Gastauftritt: Er sitzt während der ersten Präsentation von Natalie neben Ryan. Manche der Darsteller, welche im Film von Ryan Bingham entlassen werden, waren keine Schauspieler, sondern Menschen aus St. Louis und Detroit, die in Wirklichkeit gerade ihren Job verloren hatten und die Situation nachspielten.
Eine auf wenige Kinos begrenzte Veröffentlichung in den USA begann am 4. Dezember 2009, der landesweite Kinostart folgte am 23. Dezember 2009. In Deutschland lief der Film in den Kinos am 4. Februar 2010 an. Die Produktionskosten wurden auf rund 25 Millionen US-Dollar geschätzt. Der Film spielte in den Kinos weltweit rund 167 Millionen US-Dollar ein, davon rund 84 Millionen US-Dollar in den USA und rund 7,6 Millionen US-Dollar in Deutschland.

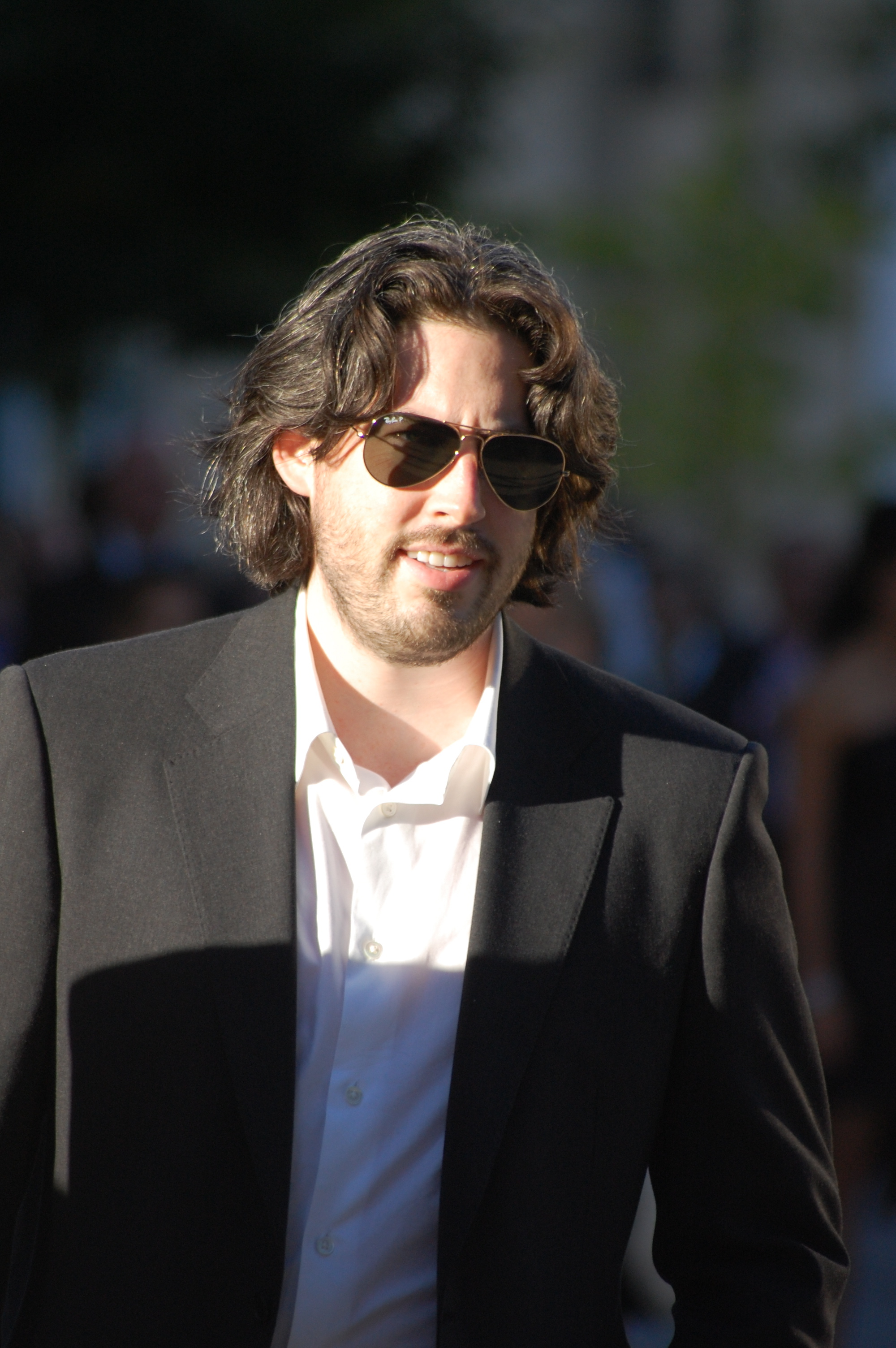
Jason Reitman auf Promotour zum Film
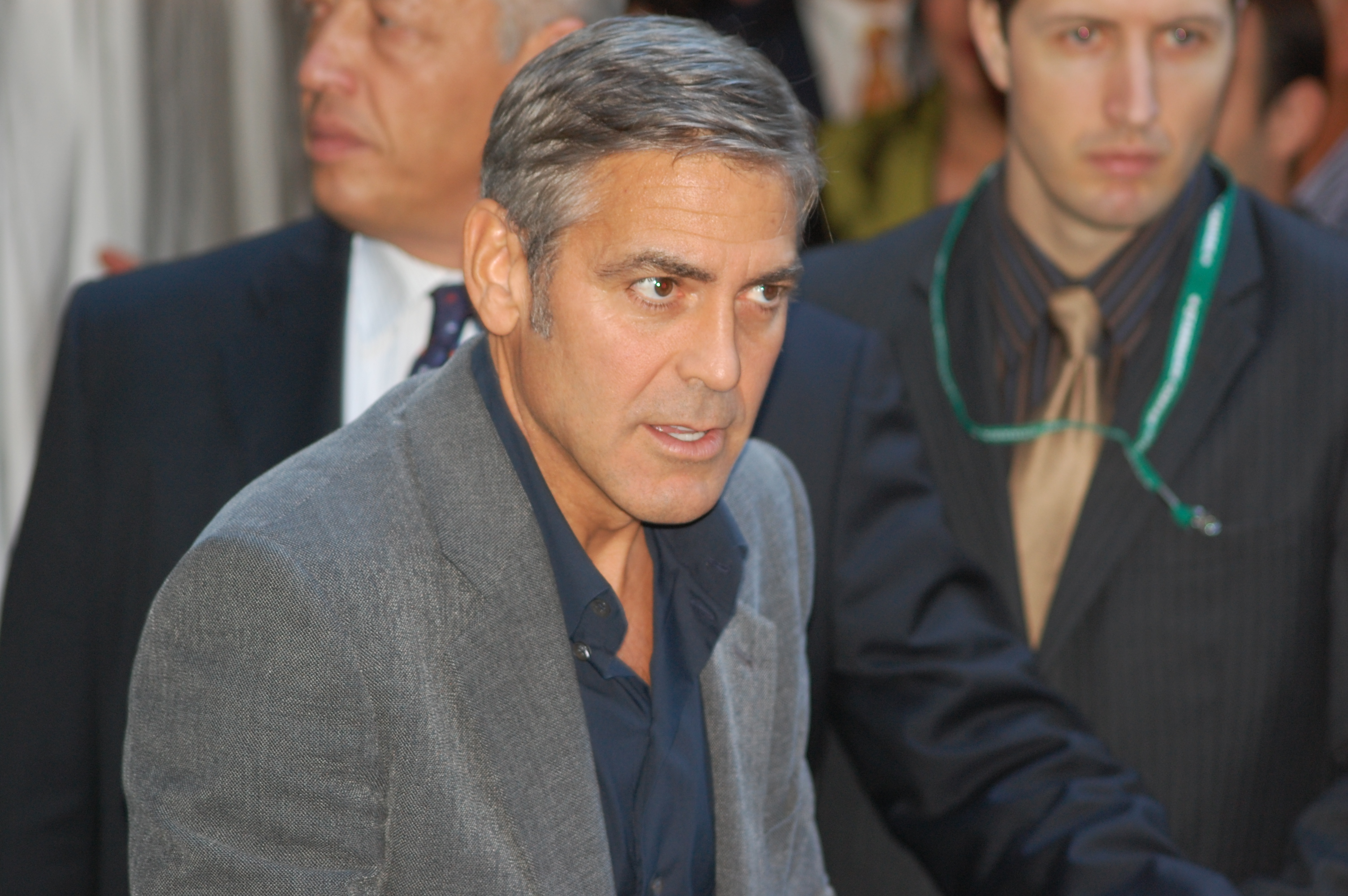
Hauptdarsteller George Clooney
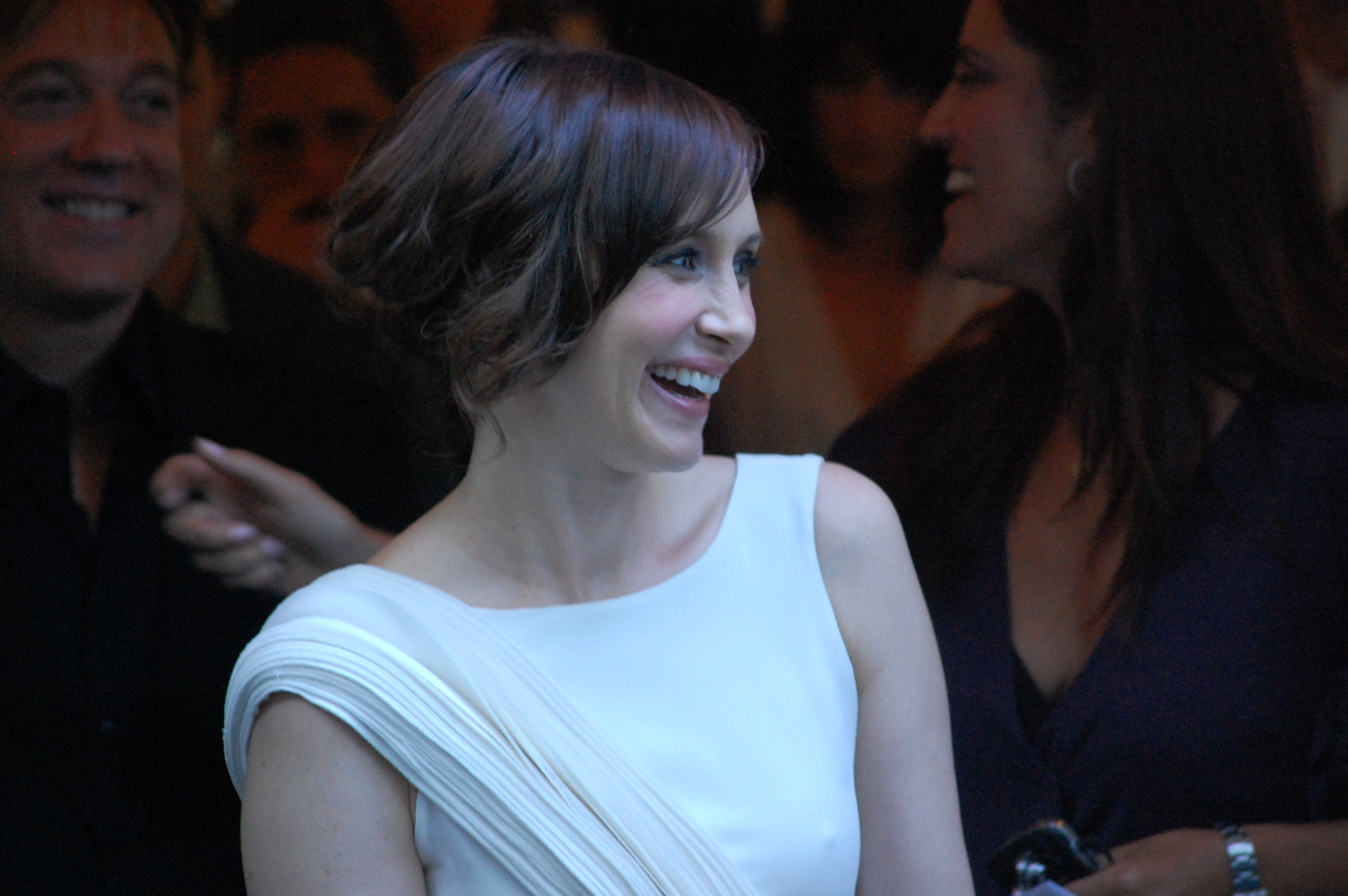
Darstellerin Vera Farmiga

## Kritiken
Up in the Air erhielt ein sehr gutes Presseecho, was sich auch in den Auswertungen US-amerikanischer Aggregatoren widerspiegelt. So erfasst Rotten Tomatoes größtenteils wohlwollende Besprechungen und ordnet den Film dementsprechend als „Zertifiziert Frisch“ ein. Metacritic ermittelt aus den vorliegenden Bewertungen „Allgemeines Kritikerlob“. Und They Shoot Pictures, Don’t They? zählt den Film zu den angesehensten Filmen des 21. Jahrhunderts.
Der US-amerikanische Online-Kritiker James Berardinelli befand den Film zum Besten auf dem Toronto International Film Festival 2009 und berücksichtigte ihn auch in seinen Top 10 des Jahres.

„Up in the Air zählt zu den besten Filmen über die Unmenschlichkeit, mit der Konzerne Arbeitskräfte entlassen. Die Parodie ist rasiermesserscharf und kompromisslos. […] Ryan stellt ein interessantes Exemplar dar – […] All das Charisma, Köpfchen und die Schlagfertigkeit lassen seinen Lebenswandel auf bizarre Weise wünschenswert erscheinen, bis für einige Momente der Blick frei wird auf die kalte Einsamkeit, die Ryan im Schrank verstaut.“

„Mit unglaublichem Tempo und einem hervorragenden Gespür fürs richtige Timing spult Reitman seine Story ab. In Blitzmontagen werden Leute gefeuert, via Luftaufnahmen und Inserts atemlose Ortswechsel vorgenommen, nur um dann wieder das Geschehen mit spritzigen Dialogduellen zu bremsen. Das sieht nach routinierter Kinotrickkiste aus und ist es auch, aber wenn der Regisseur dann Hochzeit feiert, mit der Kamera (Eric Steelberg) ins Geschehen eintaucht und ganz beiläufig Stimmung einfängt, dann erkennt man, dass Reitman bereits ein Großer im Filmbusiness ist. Sein Tod bei einem Flugzeugabsturz würde ihn sogleich in Hollywoods Olymp einziehen lassen und posthume Oscars garantieren. Das hat Reitman zumindest im Interview so formuliert. Wer will da widersprechen?“

„Zunehmend entwickelt sich die nüchterne Geschichte über einen geschäftigen Vielflieger, dessen Job es ist, Leute zu feuern, zu einer emotionalen Geschichte über einen Mann, der eigentlich alles hat und dem dennoch etwas Entscheidendes im Leben fehlt: Liebe, Freundschaft und eine Familie. Zusammen ergibt das eine spannende Reflexion über das heutige Leben. Unsere zunehmend globalere Welt, in der Kommunikation häufig nur noch via neuer technischer Errungenschaften stattfindet, verursacht einen Wandel der Gesellschaft. Up in the Air wirft einen kritischen und zudem authentischen Blick auf diese Veränderungen und hinterlässt dadurch Botschaften, die vermutlich einen jeden von uns für gewisse Problematiken wieder mehr sensibilisieren.“

## Soundtrack
- „Help Yourself“ – Sad Brad Smith (Titellied)
- „This Land Is Your Land“ – Sharon Jones & The Dap Kings (Vorspann)
- „Goin Home“ – Dan Auerbach
- „Taken at All“ – Crosby, Stills and Nash
- „Angel in the Snow“ – Elliott Smith
- „Genova“ – Charles Atlas
- „Thank You Lord“ – Roy Buchanan
- „Be Yourself“ – Graham Nash
- „The Snow Before Us“ – Charles Atlas
- „Up in the Air“ – Kevin Renick

## Auszeichnungen
Oscarverleihung 2010
- Nominierung in der Kategorie Bester Film
- Nominierung in der Kategorie Beste Regie (Jason Reitman)
- Nominierung in der Kategorie Bestes adaptiertes Drehbuch (Jason Reitman und Sheldon Turner)
- Nominierung in der Kategorie Bester Hauptdarsteller (George Clooney)
- Nominierung in der Kategorie Beste Nebendarstellerin (Vera Farmiga)
- Nominierung in der Kategorie Beste Nebendarstellerin (Anna Kendrick)

Golden Globe Awards 2010
- Auszeichnung in der Kategorie Bestes adaptiertes Drehbuch (Jason Reitman, Sheldon Turner)
- Nominierung in der Kategorie Beste Regie (Jason Reitman)
- Nominierung in der Kategorie Bester Film – Drama
- Nominierung in der Kategorie Bester Hauptdarsteller – Drama (George Clooney)
- Nominierung in der Kategorie Beste Nebendarstellerin (Vera Farmiga)
- Nominierung in der Kategorie Beste Nebendarstellerin (Anna Kendrick)

Screen Actors Guild Awards 2010
- Nominierung in der Kategorie Bester Hauptdarsteller (George Clooney)
- Nominierung in der Kategorie Beste Nebendarstellerin (Vera Farmiga)
- Nominierung in der Kategorie Beste Nebendarstellerin (Anna Kendrick)

Broadcast Film Critics Association Awards 2010
- Nominierung in der Kategorie Bestes Schauspielensemble
- Nominierung in der Kategorie Bester Hauptdarsteller (George Clooney)
- Nominierung in der Kategorie Beste Regie (Jason Reitman)
- Nominierung in der Kategorie Bestes adaptiertes Drehbuch (Jason Reitman und Sheldon Turner)
- Nominierung in der Kategorie Beste Nebendarstellerin (Vera Farmiga)
- Nominierung in der Kategorie Beste Nebendarstellerin (Anna Kendrick)

BAFTA Award 2010
- Auszeichnung in der Kategorie Bestes adaptiertes Drehbuch (Jason Reitman, Sheldon Turner)

National Board of Review Awards 2009
- Auszeichnung in der Kategorie Bester Film
- Auszeichnung in der Kategorie Bester Hauptdarsteller (George Clooney)
- Auszeichnung in der Kategorie Bestes adaptiertes Drehbuch (Jason Reitman, Sheldon Turner)
- Auszeichnung in der Kategorie Beste Nebendarstellerin (Anna Kendrick)

Satellite Awards 2009
- Auszeichnung in der Kategorie Beste Filmmusik (Rolfe Kent)
- Nominierung in der Kategorie Bester Hauptdarsteller – Komödie/Musical (George Clooney)
- Nominierung in der Kategorie Beste Nebendarstellerin (Anna Kendrick)
- Nominierung in der Kategorie Bester Film – Komödie/Musical
- Nominierung in der Kategorie Bestes adaptiertes Drehbuch (Jason Reitman, Sheldon Turner)

kulturnews Award 2010
- Auszeichnung als Bester Film 2010

Indiana Film Journalists Association Award
- Auszeichnung als Bester Film 2009

## Weiterführende Informationen
Literatur
- Walter Kirn: Mr. Bingham sammelt Meilen: Roman. Kiepenheuer und Witsch, Köln 2003, ISBN 3-462-03080-9 (320 S., Originaltitel: Up in the Air. Übersetzt von Henning Ahrens).

Weblinks
- Up in the Air bei IMDb
- Rotten Tomatoes: Trailer auf YouTube (englisch; Laufzeit: 2:03 min).

Belege
1. ↑   Freigabebescheinigung für Up in the Air. Freiwillige Selbstkontrolle der Filmwirtschaft, Dezember 2009 (PDF; Prüfnummer: 120 938 K).
2. ↑  Alterskennzeichnung für Up in the Air. Jugendmedienkommission.
3. ↑  Up in the Air. In: Deutsche Synchronkartei. Abgerufen am 21. Juli 2016.
4. ↑  Phil Hoad: Know your film product placement. In: The Guardian. 7. Januar 2010, abgerufen am 21. Juli 2016.
5. ↑  Audiokommentar von J. Reitman
6. ↑  Jason Reitman, Walter Kirn (novel), Jason Reitman (screenplay), Sheldon Turner (screenplay): Up in the Air. In: Internet Movie Database. 23. Dezember 2009, abgerufen am 21. Juli 2016.
7. ↑  Up in the Air (2009). In: boxofficemojo.com. Abgerufen am 21. Juli 2016.
8. 1 2  Up in the Air. In: Rotten Tomatoes. Fandango, abgerufen am 27. Dezember 2024 (englisch, aggregiert aus 284 Kritiken).
9. 1 2  Up in the Air. In: Metacritic. Abgerufen am 27. Dezember 2024 (englisch, aggregiert aus 36 Kritiken).
10. ↑  Jury der FBW
11. ↑  Perry Seibert: Kritik zu Up in the Air (Memento vom 5. März 2021 im Internet Archive) bei AllMovie (englisch)
12. ↑  Datenbankabfrage bei cinemascore.com
13. 1 2  James Berardinelli: Review. In: Reelviews. 2. Dezember 2009, abgerufen am 18. September 2024 (englisch): „Up in the Air is one of the best movies to deal with the inhumanity of the way corporations cut work forces. The parody is razor-sharp and unflinching. […] Ryan represents a fascinating specimen – […] All of the charisma and intelligence and wit almost make his lifestyle seem bizarrely desirable until those moments when the curtain is peeled back and we see the chilly loneliness that resides within Ryan's cupboard.“
14. 1 2  Kathrin Lang: Up in the Air: Kritik und Info zum Film. In: Moviesection. Archiviert vom Original; abgerufen am 21. Juli 2016.
15. 1 2  The 21st Century's Most Acclaimed Films (Ex-1,000). In: They Shoot Pictures, Don’t They? 2015, abgerufen am 20. Februar 2024 (englisch, Höchstplatzierung).
16. ↑  James Berardinelli: The Top 10 of 2009. In: Reelviews. 27. Dezember 2009, abgerufen am 18. September 2024 (englisch).
17. ↑  Up in the Air. In: kino.de. STRÖER Media Brands AG, abgerufen am 21. Juli 2016.